# Litla Vardøyna
Litla Vardøyna est une île norvégienne dans le landskap Sunnhordland du comté de Vestland. Elle appartient administrativement à Øygarden.

## Géographie
Rocheuse et désertique, elle s'étend sur environ 593 m de longueur pour une largeur approximative de 410 m. 